# Resident Alien

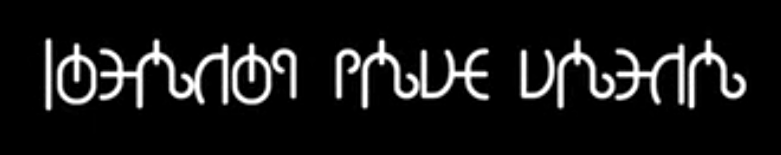
Die Phrase „vier Monate zuvor“ aus Episode 1. Die Sprache ist Esperanto; es wird in einer konstruierten Rechts-nach-links-Schreibweise dargestellt und wird als antau kvar monatoj ausgesprochen (u und v werden nicht unterschieden).

Resident Alien ist eine US-amerikanische Science-Fiction-Comedy-Serie, die auf dem gleichnamigen Comic-Book von Peter Hogan und Steve Parkhouse basiert. Die Serie wurde von Chris Sheridan entwickelt, der zusammen mit Mike Richardson, Keith Goldberg, Justin Falvey und Darryl Frank auch als Executive Producer tätig ist. Die Geschichte wurde dabei auf zunächst 3 Staffeln für den Sender Syfy konzipiert. Die Pilotfolge wurde in den USA am 27. Januar 2021 bei Syfy und im deutschsprachigen Raum am 8. April 2021 bei Syfy Deutschland ausgestrahlt. Im März 2021 wurde eine zweite Staffel bestellt, die ab 26. Januar 2022 in den USA und im D-A-CH-Raum seit 28. April 2022 gesendet wurde. Die dritte Staffel wurde ab Juli 2024 in Deutschland ausgestrahlt. Eine vierte Staffel der Serie wurde von NBCUniversal bestellt.

## Handlung
Nach einer Notlandung auf der Erde, weil sein Raumschiff von einem Blitz beschädigt wird, tötet ein Alien den Gerichtsmediziner Dr. Harry Vanderspeigle und übernimmt seine Gestalt und Identität. Der Außerirdische ist auf einer Mission, die Menschheit auszulöschen, doch muss er dazu die bei dem Absturz verlorengegangene Vorrichtung suchen. Als in dieser Zeit der örtliche Arzt tot aufgefunden wird, bittet der Bürgermeister der Gemeinde Patience den vermeintlichen Arzt Dr. Vanderspeigle, eine Obduktion durchzuführen. Er wird ebenfalls gebeten, die Arztpraxis vertretungsweise zu übernehmen. Der Außerirdische ringt mit dem moralischen Dilemma seiner geheimen Mission, während der 9-jährige Sohn des Bürgermeisters aufgrund einer genetischen Besonderheit die wahre Gestalt des Außerirdischen erkennen kann.
Als der Außerirdische schließlich erfolglos die Heimreise zu seinem Planeten antritt, zwingt ihn ein blinder Passagier zu einer erneuten Notlandung auf der Erde. Damit das beschädigte Raumschiff nicht entdeckt wird, entscheidet er sich schließlich zu seiner Zerstörung und bringt dadurch gleichzeitig das Opfer, auf der Erde gestrandet zu sein. Nachdem er die Menschen kennengelernt hat, ist sein Hauptziel nun, seinen Heimatplaneten zu kontaktieren und die Auslöschung der Menschheit zu verhindern. Dabei machen ihm seine inneren Konflikte mit der „Vermenschlichung“ und seinem Heimweh immer größere Probleme. Dazu kommen noch die Lebensumstände seiner eingenommenen Persönlichkeit von Dr. Vanderspeigle und die „Alienjägerin“ General McCallister, die ihn vor weitere Herausforderungen stellen.

## Figuren
| Figur                  | Darsteller          | Deutscher Sprecher      |
| ---------------------- | ------------------- | ----------------------- |
| Harry Vanderspeigle    | Alan Tudyk          | Sascha Rotermund        |
| Asta Twelvetrees       | Sara Tomko          | Anja Stadlober          |
| Mike Thompson          | Corey Reynolds      | Marcel Collé            |
| D’arcy Bloom           | Alice Wetterlund    | Josephine Schmidt       |
| Ben Hawthorne          | Levi Fiehler        | Marius Clarén           |
| Max Hawthorne          | Judah Prehn         | Francisco Palma Galisch |
| Liv Baker              | Elizabeth Bowen     | Daniela Reidies         |
| Jimmy                  | Ben Cotton          | Peter Sura              |
| Kate Hawthorne         | Meredith Garretson  | Ranja Bonalana          |
| Sahar                  | Gracelyn Awad Rinke | –                       |
| Jay                    | Kaylayla Raine      | –                       |
| Abigail Hodges         | Deborah Finkel      | –                       |
| Judy Cooper            | Jenna Lamia         | –                       |
| Dan Twelvetrees        | Gary Farmer         | –                       |
| Krankenschwester Ellen | Diana Bang          | Janka Horakova          |
| Lisa Casper            | Mandell Maughan     | –                       |
| Lieutenant David Logan | Alex Barima         | –                       |
| Lewis Thompson         | Alvin Sanders       | –                       |
| Isabelle Vanderspeigle | Elvy Yost           | –                       |
| General McCallister    | Linda Hamilton      | –                       |
| Ethan Stone            | Michael Cassidy     | –                       |

### Hauptfiguren
- Das Alien Dr. Harry Vanderspeigle wurde auf die Erde gesandt, um die Menschheit zu vernichten. Er kämpft mit der moralischen Ambivalenz seiner Mission, da er bald von den Menschen fasziniert ist. Er erlernt die Sprache der Erdbewohner sowie sich als Rechtsmediziner zu verhalten, indem er sich Wiederholungen der Fernsehserie Law & Order ansieht. Da er aber die sozialen Zusammenhänge der menschlichen Gesellschaft nicht kennt, steht er immer etwas abseits. Mit fortschreitendem Kontakt zu Menschen lernt er mehr über das menschliche Verhalten und entwickelt ungewollt menschliche Gefühle.
- Asta Twelvetrees ist die Assistentin des verstorbenen Arztes der Gemeinde und Mitglied des Stammes der Ute. In der High School war sie in einer Beziehung zu Jimmy, der sie zwang, die gemeinsame Tochter Jay zur Adoption freizugeben. Sie ist die erste Erwachsene, die Harry in sein Geheimnis einweiht.
- Sheriff Mike Thompson bittet alle, ihn „Big Black“ zu nennen, um seine Unsicherheiten zu verbergen; gleichzeitig versucht er, jede Situation zu kontrollieren. Er beendete seine Polizeikarriere in Washington D.C. nachdem sein Partner  bei einem Einsatz erschossen wurde.
- D’arcy Bloom besitzt die Bar in Patience. Sie ist Bergsteiger-Expertin, Lawinensicherheitsinspekteurin und Astas beste Freundin. Nachdem sie bei den Olympischen Spielen einen Unfall erlitten hatte, kehrte sie in ihre Heimatstadt zurück und verbringt nun ihre Tage damit, sich um die Bar zu kümmern und fragwürdige Entscheidungen im Leben zu treffen.
- Ben Hawthorne ist der junge Bürgermeister der Stadt Patience. Er ist charmant, aber kindlich und seine Frau Kate dominiert ihre Beziehung.
- Max Hawthorne ist der Sohn des Bürgermeisters und einzige Bewohner von Patience, der Harrys wahre Form sehen kann. Er kann auch ein „grünes Leuchten“ erkennen, das von der Alien-Technologie ausgestrahlt wird. Harry droht wiederholt damit, ihn zu töten und versucht seine Eltern dazu zu bringen, wegzuziehen, aber er freundet sich schließlich mit dem Jungen an und glaubt, dass er ihm bei seiner Mission helfen kann.
- Obwohl Sheriff Thompson die gesamte Anerkennung erhält, erledigt sein Deputy Liv Baker die eigentliche Arbeit.

### Nebenfiguren
- Jimmy, Astas Ex-Freund und Vater von Jay.
- Kate Hawthorne, die Frau des Bürgermeisters, arbeitet als Lehrerin.
- Sahar ist Max Hawthornes Freundin und Klassenkameradin. Als abenteuerlustiges junges Mädchen und fromme Muslimin ist Sahar zunächst die einzige andere Person in der Stadt, die Max Behauptung glaubt, Harry sei ein Außerirdischer.
- Jay, ein mürrisches junges Mädchen, arbeitet als Teilzeitkraft in der Arztpraxis. Sie entdeckt, dass Asta ihre leibliche Mutter ist.
- Abigail Hodges ist die Frau des verstorbenen Arztes Sam Hodges.
- Judy Cooper arbeitet in der Bowlingbahn. Sie ist abenteuerlustig und liefert sich oft einen verbalen Schlagabtausch mit D'Arcy.
- Dan Twelvetrees, Astas Vater, gehört das Diner der Stadt und erfährt als Zweiter die wahre Identität von Harry.
- Krankenschwester Ellen ist bissig und respektlos gegenüber den meisten Menschen, denen sie begegnet, etwa gegenüber Asta, deren Namen sie wissentlich falsch ausspricht.
- Lisa Casper, eine soziopathische Frau, arbeitet für General McCallister und soll den Alien aufspüren, nachdem der General Hinweise auf Harrys Bruchlandung erhalten hat. Sie hat kein Problem damit, jemanden zu töten.
- Lieutenant David Logan arbeitet – als untergeordneter Partner von Lisa Casper – für General McCallister, um den Außerirdischen vor ihren Vorgesetzten zu finden.
- Lewis Thompson ist der kranke Vater des Sheriffs.
- Isabelle, die entfremdete Frau von Harry, kommt nach Patience, um sich von Harry scheiden zu lassen. Isabelle ist eine britische Künstlerin, die ihren Ehemann bei einer Kunstausstellung in New York City kennengelernt hat.
- General McCallister ist eine hochrangige US-Militäroffizierin. Während ihrer Kindheit sah McCallister ein Raumschiff aus nächster Nähe und sie hat ihr Leben damit verbracht, nach mehr Beweisen dafür zu suchen, dass es Außerirdische gibt.
- Ethan Stone, ein charismatischer Arzt, soll Harry als neuen Arzt der Gemeinde Patience ersetzen.

### Gastauftritte
- Nathan Fillion ist die Stimme des Tintenfischs namens „Oktopus 42“ in einem Restaurant-Aquarium, der mit Harry telepathische Gespräche führt. Das legt nahe, dass Harrys Spezies und Oktopoden miteinander verwandt sind, was Harry selbst später Asta mitteilt.
- Terry O’Quinn spielt Peter Bach, einen Alien-Experten, der einen beliebten Podcast über UFOs moderiert. Er und seine Frau kamen vor 30 Jahren mit Außerirdischen in Kontakt, als ihr ungeborener Sohn entführt wurde. Auch er kann Harry in seiner wahren Gestalt sehen.
- Giorgio A. Tsoukalos erscheint als er selbst. In Folge 9 der ersten Staffel versteckt sich Harry in seinem Zimmer auf einer UFO-Convention und sie führen ein bedeutungsvolles Gespräch über frühe Außerirdische.

## Entstehung und Ausstrahlung
Am 31. Mai 2018 gab Syfy bekannt, dass Chris Sheridan beauftragt worden war, eine Pilotfolge für eine Fernsehadaption der gleichnamigen Comicserie Resident Alien, entwickelt von Peter Hogan und Steven Parkhouse, zusammen mit Universal Cable Productions, Dark Horse Entertainment und Amblin Television zu entwickeln. Im September 2018 wurde Alan Tudyk als Hauptfigur „Dr. Harry Vanderspeigle“ im Pilotfilm zusammen mit Sara Tomko, Corey Reynolds, Alice Wetterlund und Levi Fiehler besetzt. Am 28. Februar 2019 erteilte Syfy den Serienauftrag mit Produktionsstart in Vancouver. David Dobkin fungierte als Executive Producer für die Pilotfolge und Robert Duncan McNeill als solcher für die verbleibenden Folgen.
Am 31. Januar 2020 wurden Linda Hamilton, Mandell Maughan und Alex Barima, am 12. Februar 2020 Elizabeth Bowen in wiederkehrenden Rollen der Serie besetzt.
Am 13. Februar 2020 gab Syfy bekannt, dass die Serie im Sommer 2020 Premiere haben solle. Am 9. Oktober 2020 wurde die Premiere jedoch auf den Januar 2021 verschoben, insbesondere auf den 27. Januar in den USA und Kanada (auf CTV Sci-Fi Channel) und im Vereinigten Königreich (auf Sky One), in Russland (auf dem Streaming-Dienst Kinopoisk HD) und in Südostasien (auf Fox Asia) am 28. Januar 2021.
Am 17. März 2021 verlängerte Syfy die Serie um eine zweite Staffel, die am 26. Januar 2022 mit knapp 1,4 Millionen Zuschauer auf Syfy USA startete.
Puls 4 zeigte die erste Staffel ab dem 7. August 2022. Die deutsche Synchronisierung erfolgte bei Scalamedia unter Dialogregie von Karlo Hackenberger.

## Episodenliste

### Staffel 1
| Nr. (ges.) | Nr. (St.) | Deutscher Titel                            | Originaltitel                  | Erstveröffentlichung USA | Deutschsprachige Erstveröffentlichung (D/A/CH) | Regie                 | Drehbuch                      | Zuschauer (USA) |
| --- | --------- | ------------------------------------------ | ------------------------------ | ------------------------ | ---------------------------------------------- | --------------------- | ----------------------------- | --------------- |
| 1 | 1         | Einmal Erde, kein zurück                   | Pilot                          | 27. Jan. 2021            | 8. Apr. 2021                                   | David Dobkin          | Chris Sheridan                | 1,079 Mio.      |
| Ein außerirdisches Raumschiff wird vom Blitz getroffen und stürzt in der Nähe der Kleinstadt Patience, Colorado, ab. Sein Pilot, dessen wahrer Name für Menschen unaussprechlich ist, hatte die Mission, das menschliche Leben auf der Erde auszulöschen. Auf der Erde gestrandet muss er sich anpassen, indem er menschliche Gestalt annimmt und die Identität von Dr. Harry Vanderspeigle annimmt, den er bei einer Begegnung tötete. Monatelang sucht Harry in den Bergen nach seinem Gerät, das die Menschheit auslöschen wird, und fischt zudem im See nach Dr. Vanderspeigles Leiche. Harry wird von Sheriff Mike und Deputy Liv gebeten, die Leiche von Sam Hodges, dem Stadtarzt, zu untersuchen. Sein Verhalten ist abstoßend, wird aber akzeptiert. Mit Hilfe der Oberschwester Asta Twelvetrees übernimmt er sogar den Job des Arztes, erfährt jedoch, dass Max, der kleine Sohn von Bürgermeister Ben Hawthorne, seine wahre Identität erkennen kann. Nachdem er, um am gesellschaftlichen Leben teilzunehmen, etwas zu viel getrunken hat, versucht Harry erfolglos, Max zu töten. Am nächsten Tag rettet Harry Asta vor ihrem gewalttätigen Ex-Mann Jimmy, während sie ihre Sachen aus seinem Haus holen. Asta vertraut Harry an, dass sie ihr und Jimmys Kind mit 16 Jahren zur Adoption freigegeben hat. Harry hatte Sams Tod ursprünglich auf Selbstmord zurückgeführt, untersucht die Leiche jedoch bei der Beerdigung erneut und kommt zu dem Schluss, dass er vergiftet wurde. Harry vertraut Asta an, dass einer der Trauernden der Mörder sein muss. Zu Beginn seiner ersten Schicht als neuer Stadtarzt erfährt Harry, dass sein erster Patient Max ist. |           |                                            |                                |                          |                                                |                       |                               |                 |
| 2 | 2         | Heimweh, Hass und Hinterhalt               | Homesick                       | 3. Feb. 2021             | 15. Apr. 2021                                  | Robert Duncan McNeill | Chris Sheridan                | 1,217 Mio.      |
| Max rennt schreiend aus der Klinik, nachdem Harry erfolglos versucht hat, ihn mit einer Knochensäge zu enthaupten. Mit Livs Ermutigung verteilt Max handgezeichnete Poster von Harrys außerirdischer Gestalt, und Harry überlegt weiter, wie er Max beseitigen könnte. D'arcy Bloom, die Barkeeperin der Stadt, verabredet sich mit Harry und erzählt von dem Unfall, der ihre Skikarriere beendete. Inspiriert löst Harry die Bremsen an Max' Fahrrad, doch der Unfall verursacht nur eine Wunde an Max' Arm, die genäht werden muss. Harry und Max liefern sich während des Eingriffs einen verbalen Schlagabtausch. Mit Hilfe ihres Vaters Dan verarbeitet Asta Sams Tod. Harry fühlt inzwischen Heimweh und beginnt, Vorräte für die Reparatur seines Schiffes zu sammeln, darunter den Abbau von Tellur, das besondere Eigenschaften besitzt. Währenddessen stürzt ein Mann beim Aufnehmen eines Selfies von einer schneebedeckten Klippe, wird aber mitten im Fall von einer unsichtbaren Kraft aufgehalten; er wird später von Lisa Casper und David Logan entdeckt, immer noch in der Luft hängend und erfroren über einem scheinbar abgestürzten Schiffsteil von Harry. |           |                                            |                                |                          |                                                |                       |                               |                 |
| 3 | 3         | Den Sternen so fern                        | Secrets                        | 10. Feb. 2021            | 22. Apr. 2021                                  | Robert Duncan McNeill | Njeri Brown                   | 0,876 Mio.      |
| Als ein Fischer den Fuß des echten Harry im See findet, gibt der Alien Harry die Vorhaut eines Babys als Hautprobe ab, um einen DNA-Abgleich zu vermeiden. Während die Behörden den See nach dem Rest der Leiche absuchen, versteckt Harry sie in seinem Gefrierschrank, nachdem sie ans Ufer gespült wurde. Unterdessen rätselt Bens Frau Kate, was sie mit Max' Behauptungen, dass Harry ein Alien ist und ihn töten will, anfangen soll, die außer seiner Klassenkameradin Sahar niemand glaubt. Asta und D'arcy besuchen eine Highschool-Party, auf der Asta entdeckt, dass einer von Sams Rezeptblöcken gestohlen und zum Verkauf von Medikamenten an Schüler verwendet wurde. Sie findet die Teilzeit-Klinikangestellte Jay halb bewusstlos auf der Party und setzt sie zu Hause ab. Eine Rückblende enthüllt, dass Jay das Baby war, das sie weggegeben hat. D'arcy flirtet mit Harry, der aber nichts davon mitbekommt. Lisa und David unterhalten sich mit einem Cowboy, der Harry vor Monaten in seiner außerirdischen Gestalt gesehen hat. Lisa ermordet ihn, nachdem sie erfahren hat, dass er plant, ein Buch darüber zu veröffentlichen. |           |                                            |                                |                          |                                                |                       |                               |                 |
| 4 | 4         | Das heimliche Wesen aus einer fremden Welt | Birds of a Feather             | 17. Feb. 2021            | 29. Apr. 2021                                  | Jay Chandrasekhar     | Tazbah Chavez                 | 1,015 Mio.      |
| Ben und Kate laden Harry zum Abendessen ein, um Max von seiner Normalität zu überzeugen. Unglücklicherweise lädt Harry D'arcy ein, die sich betrinkt und über ihre Kindheitsromanze mit Ben spricht. Während des Essens stiehlt Sahar Harrys Hausschlüssel und lässt Kopien anfertigen. Liv lässt ihren beruflichen Frust an D'arcy aus, der sie ermutigt, sich gegen Mike zu behaupten. Harry trifft Astas Familie und platzt heraus, dass Jay die Tochter ist, die sie zur Adoption freigegeben hat. Trotz Astas Qual bringt diese Neuigkeit sie und Dan einander näher. Max und Sahar brechen in Harrys Hütte ein, werden aber durch außerirdische Technologie außer Gefecht gesetzt, und Harry entdeckt sie. Als er sie aus der Hütte trägt, erscheint plötzlich Isabelle, die Ehefrau des echten Harrys. |           |                                            |                                |                          |                                                |                       |                               |                 |
| 5 | 5         | Die Tribute von Patience                   | Love Language                  | 24. Feb. 2021            | 6. Mai 2021                                    | Jay Chandrasekhar     | Sarah Beckett                 | 1,241 Mio.      |
| Eine Rückblende zeigt, wie der echte Harry seine Frau Isabelle auf einer Kunstausstellung kennenlernte. Nachdem Harry Max und Sahar heimlich in ihre Häuser zurückgebracht hat, unterschreibt er die Scheidungspapiere von Isabelle, die von seinem Verhalten verletzt und verblüfft ist. D'arcy und Isabelle erzählen sich ihre Liebeskummer, ohne zu merken, dass sie vom selben Mann sprechen. Als Ben und Kate erfahren, dass Max in Harrys Hütte eingebrochen ist, überredet Harry sie, Max in eine Anstalt außerhalb des Staates zu schicken. Sahar überzeugt Harry und Max jedoch zu einem Waffenstillstand. Jay entdeckt, dass Asta ihre Mutter ist und verlässt die Klinik. Harry findet allmählich Gefallen an Isabelle und Mike erhält die toxikologischen Ergebnisse, die beweisen, dass Sam vergiftet wurde. |           |                                            |                                |                          |                                                |                       |                               |                 |
| 6 | 6         | Alien vs. Patience                         | Sexy Beast                     | 3. März 2021             | 13. Mai 2021                                   | Jennifer Phang        | Emily Eslami & Jeffrey Nieves | 1,203 Mio.      |
| Harry wird eifersüchtig, als er Ethan Stone, den attraktiven und tugendhaften Arzt der Neustadt, kennenlernt, bis er Ethan beim Armdrücken die Schulter ausrenkt. Harry betäubt Isabelle wiederholt, um weiter nach seinem Gerät zu suchen. Er erzählt Mike von dem gestohlenen Rezeptblock, und Liv bleibt bei den Ermittlungen am Ball, während Mike sich blamiert, als er einen jugendlichen Verdächtigen verhört. Während eines Bowlingabends für Mädchen beschuldigt Asta Jimmy, die Rezeptblöcke gestohlen zu haben. Eine Rückblende enthüllt die Geschichte von General Eleanor Wright, die als Kind ein UFO sah. Fünfzig Jahre später, nachdem Harrys Raumschiff beim Überflug mittels militärischer Luftüberwachung entdeckt wurde, rekrutierte Wright Lisa und David für eine verdeckte Ermittlung, die sie schließlich zu Harrys unsichtbarem Raumschiff führt, wo sie auf seine Rückkehr warten. Das Raumschiff wird zu einem Militärbunker gebracht, und gerade als Harry merkt, dass sein Schiff fehlt, rast ein Fahrzeug auf ihn zu. |           |                                            |                                |                          |                                                |                       |                               |                 |
| 7 | 7         | Grünes Leuchten                            | The Green Glow                 | 10. März 2021            | 20. Mai 2021                                   | Jennifer Phang        | Elias Benavidez               | 1,067 Mio.      |
| Die Fahrerin entpuppt sich als Isabelle, die herausgefunden hat, dass Harry sie unter Drogen gesetzt hat. Als Harry merkt, dass sie beobachtet werden, sagt er lautstark, er brauche Abstand von ihr und wirft Lisa und David ab. Wütend kehrt Isabelle nach New York zurück. Dies, der Verlust seines Jobs und des Raumschiffs treiben Harry in eine Depression. In einem durch Drogen und Alkohol verursachten Blackout träumt Harry, wie die Leiche des echten Harry ihn angreift, weil er ihn getötet hat, und ihn wegen seines Scheiterns bei seiner Mission verspottet. Um Harry aufzumuntern, berauschen ihn Asta und D'arcy, und er führt schließlich telepathische Gespräche mit einem Oktopus in einem Tank in einem japanischen Restaurant. Jimmy führt Mike und Liv zu den gestohlenen Rezeptblöcken und dem Hausmeister der High School, der sie verkauft hat. Doch als Mike Livs Rolle bei der alleinigen Festnahme des Täters nicht anerkennt, weist sie ihn zurecht und kündigt. Harry erzählt Ben und Kate, dass er Max falsch diagnostiziert hat, und sie beschließen, ihn nicht wegzuschicken. Im Gegenzug nutzt Max seine Fähigkeit, das grüne Leuchten von Harrys Gerät auf einem Gletscher zu orten. Als Harry ihn erreicht, wird sein Schiff aktiviert und David bestimmt Harrys Standort. Aus Angst um Harrys Sicherheit erreichen Asta und D'arcy den Gletscher, und der Boden gibt unter ihren Füßen nach. |           |                                            |                                |                          |                                                |                       |                               |                 |
| 8 | 8         | Abgrund des Todes                          | End of the World As We Know It | 17. März 2021            | 27. Mai 2021                                   | Shannon Kohli         | Christian Taylor              | 1,271 Mio.      |
| D'arcy wird bewusstlos, als Asta und Harry tief in einer Gletscherspalte stecken. Harrys Bein ist verletzt, sodass er seine Identität nicht verbergen kann. Doch Asta ist bereit, sich um seine medizinische Versorgung zu kümmern und nach seinem verlorenen Gerät zu suchen (von dem Harry sagt, es sei ein Radio). Unterdessen versucht Ben auf Mikes Rat hin, an seinem Jahrestag selbstbewusster aufzutreten, doch Kate ist wenig beeindruckt. Lisa und David betreten die Stadt, um den Außerirdischen zu finden, und entdecken eines von Max' Postern. D'arcy erholt sich und zieht Harry und Asta aus der Gletscherspalte, doch Asta lässt sie im Krankenhaus zurück und fährt Harry zu Dans Diner. Harrys Wunde ist entzündet, und er gibt sich dem Tod hin, bis Asta ihm verrät, dass sie sein Gerät gefunden hat. Er beschließt, seine Mission zu vollenden, während Dan ihm das Bein amputiert. |           |                                            |                                |                          |                                                |                       |                               |                 |
| 9 | 9         | Die Wahrheit ist irgendwo da draußen       | Welcome Aliens                 | 24. März 2021            | 3. Juni 2021                                   | Shannon Kohli         | Nastaran Dibai                | 1,160 Mio.      |
| Während sich Harrys Bein regeneriert, stellt er fest, dass sein Gerät kaputt ist. Da er Metall benötigt, um Peilsender herzustellen, die die grauen Außerirdischen in menschliche Entführte implantieren, besuchen er und Asta eine Konferenz für Außerirdische. Nachdem mehrere Außerirdische ihre erschütternden Geschichten erzählt haben, betritt Asta die Bühne und berichtet von ihrer positiven Erfahrung. Ein anderer Teilnehmer warnt sie jedoch später, dass ihr Außerirdischer ein „Christopher Kolumbus“ sein könnte. Nachdem Harry einem falschen Außerirdischen beinahe ein BB-Pellet entwendet hat, entnimmt er dem Außerirdischenjäger Peter Bach einen Peilsender. Dieser kann ebenfalls Harrys genetischen Mantel durchschauen und dessen ungeborener Sohn 30 Jahre zuvor von grauen Außerirdischen entführt wurde. Währenddessen geben sich David und Lisa als Paar aus und essen mit den Hawthornes zu Abend, um Max näherzukommen. Mithilfe von Livs Ermittlungen verhaftet Mike Abigail Hodges, Sams Witwe, die eine Affäre hatte und (als Kosmetikerin) Zugang zu Botulinumtoxinen für Botox-Injektionen hatte. Er schluckt seinen Stolz herunter und lädt Liv beim Karaoke ein, wieder zur Polizei zu gehen. Beunruhigt durch Astas Verhalten und Abwesenheit bricht D'arcy in Harrys Hütte ein und entdeckt die Leiche des echten Dr. Vanderspeigle. |           |                                            |                                |                          |                                                |                       |                               |                 |
| 10 | 10        | Planet der Menschen                        | Heroes of Patience             | 31. März 2021            | 10. Juni 2021                                  | Robert Duncan McNeill | Chris Sheridan                | 1,137 Mio.      |
| In einer Rückblende vergiftet der echte Harry Sams Insulin, Stunden bevor er vom Außerirdischen Harry selbst getötet wird. D'arcy erzählt Mike und Liv von der Leiche des echten Harry, doch Harry hat sie bereits auf dem Dachboden der Hütte versteckt. Liv findet daraufhin einen der Stiefel des echten Harry am Seeufer, wodurch Harry erneut ins Visier gerät. Als sein Gerät wieder funktioniert, zögert Harry, es zu aktivieren, besucht eine Pizzeria und gibt eine Großbestellung auf. Er stellt sich vor, wie die Leiche ihn wegen des Aufbaus emotionaler Bindungen verspottet und ihn dafür schimpft, dass er sie ihm genommen hat. Harry testet sein Gerät an der Leiche und zersetzt sie, verbrennt sich dabei aber den Finger und befürchtet, nun menschlich genug zu sein, um von dem Gerät getötet zu werden. Als Liv die Klinik besucht, um den abgetrennten Fuß mit dem gefundenen Stiefel zu vergleichen, schlussfolgert Asta, dass Harry den echten Dr. Vanderspeigle getötet hat. Sie stellt Harry zur Rede und sagt ihm, dass sie keine Freunde mehr sind. Untröstlich aktiviert Harry sein Gerät. Lisa und David nehmen Max und Sahar als Geiseln, werden aber von Ben und Kate verjagt. Die Agenten nehmen Ethan gefangen, da Max ihnen erzählt hat, der Außerirdische sei der Stadtarzt. Lisa und General McCallister verlassen David und enthüllen, dass sie für eine Geheimorganisation arbeiten. D'arcy tröstet Jay, nachdem sie ihr anvertraut hat, dass Asta ihre Mutter ist. Sie konfrontieren Jimmy und warnen ihn, sich von Asta fernzuhalten, bevor sie die Bremsen seines geparkten Trucks lösen. Harry findet sein Schiff und plant, das Gerät aus dem Weltraum abzuwerfen, sieht jedoch, dass Asta und Max von Regierungstruppen gefangen gehalten werden und kämpft um ihre Rettung. Asta überzeugt Harry, die Menschheit zu verschonen, und er macht sich auf den Weg, um sein Gerät im Weltraum zu entsorgen. Auf dem Weg zu seinem Heimatplaneten stellt er fest, dass sich Max als blinder Passagier an Bord geschlichen hat. |           |                                            |                                |                          |                                                |                       |                               |                 |

### Staffel 2
| Nr. (ges.) | Nr. (St.) | Deutscher Titel                        | Originaltitel                | Erstveröffentlichung USA | Deutschsprachige Erstveröffentlichung (D/A/CH) | Regie                 | Drehbuch                                    | Zuschauer (USA) |
| ---------- | --------- | -------------------------------------- | ---------------------------- | ------------------------ | ---------------------------------------------- | --------------------- | ------------------------------------------- | --------------- |
| 11         | 1         | Nummer 42                              | Old Friends                  | 26. Jan. 2022            | 28. Apr. 2022                                  | Robert Duncan McNeill | Chris Sheridan                              | 1,360 Mio.      |
| 12         | 2         | Der Bluff                              | The Wire                     | 2. Feb. 2022             | 5. Mai 2022                                    | Robert Duncan McNeill | Sarah Beckett                               | 1,038 Mio.      |
| 13         | 3         | Girls’ Night                           | Girls’ Night                 | 9. Feb. 2022             | 12. Mai 2022                                   | Shannon Kohli         | Jenna Lamia                                 | 1,090 Mio.      |
| 14         | 4         | Radio Harry                            | Radio Harry                  | 16. Feb. 2022            | 19. Mai 2022                                   | Shannon Kohli         | Tommy Pico                                  | 1,018 Mio.      |
| 15         | 5         | Verstehen Sie die Vanderspeigles?      | Family Day                   | 23. Feb. 2022            | 26. Mai 2022                                   | Lea Thompson          | Biniam Bizuneh                              | 0,898 Mio.      |
| 16         | 6         | New Yorker & Aliens                    | An Alien in New York         | 2. März 2022             | 2. Juni 2022                                   | Lea Thompson          | Elias Benavidez                             | 0,962 Mio.      |
| 17         | 7         | Vivere est militare                    | Escape From New York         | 9. März 2022             | 9. Juni 2022                                   | Claudia Yarmy         | Emily Eslami & Jeffrey Nieves               | 0,980 Mio.      |
| 18         | 8         | Neues Leben                            | Alien Dinner Party           | 16. März 2022            | 16. Juni 2022                                  | Claudia Yarmy         | Chris Sheridan                              | 1,100 Mio.      |
| 19         | 9         | Der Tote im Copper Ridge Motel         | Autopsy                      | 10. Aug. 2022            | 11. Aug. 2022                                  | Kabir Akhtar          | Cherry Chevapravatdumrong                   | 0,657 Mio.      |
| 20         | 10        | Das Leben und der Tod... und Bobby     | The Ghost of Bobby Smallwood | 17. Aug. 2022            | 18. Aug. 2022                                  | Kabir Akhtar          | Christian Taylor                            | 0,665 Mio.      |
| 21         | 11        | Schwere Last                           | The Weight                   | 24. Aug. 2022            | 25. Aug. 2022                                  | Warren P. Sonoda      | Zach Cannon                                 | 0,744 Mio.      |
| 22         | 12        | Auf gefährlichem Kurs                  | The Alien Within             | 31. Aug. 2022            | 1. Sep. 2022                                   | Warren P. Sonoda      | Nastaran Dibai                              | 0,643 Mio.      |
| 23         | 13        | Der Moment, an dem die Erde stillstand | Harry, A Parent              | 7. Sep. 2022             | 8. Sep. 2022                                   | Brennan Shroff        | Jenna Lamia                                 | 0,576 Mio.      |
| 24         | 14        | Begegnungen der dritten Art            | Cat And Mouse                | 14. Sep. 2022            | 15. Sep. 2022                                  | Brennan Shroff        | Sarah Beckett, Emily Eslami, Jeffrey Nieves | 0,574 Mio.      |
| 25         | 15        | Beste Feinde                           | Best of Enemies              | 21. Sep. 2022            | 22. Sep. 2022                                  | Robert Duncan McNeill | Nastaran Dibai                              | 0,579 Mio.      |
| 26         | 16        | Ich glaube an Aliens                   | I believe in Aliens          | 28. Sep. 2022            | 29. Sep. 2022                                  | Robert Duncan McNeill | Chris Sheridan                              | 0,550 Mio.      |

### Staffel 3
| Nr. (ges.) | Nr. (St.) | Deutscher Titel         | Originaltitel      | Erstveröffentlichung USA | Deutschsprachige Erstveröffentlichung (D/A/CH) | Regie                 | Drehbuch                                           | Zuschauer (USA) |
| ---------- | --------- | ----------------------- | ------------------ | ------------------------ | ---------------------------------------------- | --------------------- | -------------------------------------------------- | --------------- |
| 27         | 1         | Der einsame Wolf        | Lone Wolf          | 14. Feb. 2024            | 18. Juli 2024                                  | Robert Duncan McNeill | Chris Sheridan, Nastaran Dibai, Aaron Wiener       | 0,465 Mio.      |
| 28         | 2         | Die Oberhand            | The Upper Hand     | 21. Feb. 2024            | 25. Juli 2024                                  | Lea Thompson          | Elias Benavidez                                    | 0,525 Mio.      |
| 29         | 3         | 141 Sekunden            | 141 Seconds        | 28. Feb. 2024            | 1. Aug. 2024                                   | Robert Duncan McNeill | Sarah Beckett                                      | 0,468 Mio.      |
| 30         | 4         | Vogelgrippe             | Avian Flu          | 6. März 2024             | 8. Aug. 2024                                   | Kabir Akhtar          | Emily Eslami, Jeffrey Nieves, Alexandra Lazarowich | 0,515 Mio.      |
| 31         | 5         | Turteltäubchen          | Lovebird           | 13. März 2024            | 15. Aug. 2024                                  | Andrew Seklir         | Kelechi Urama                                      | 0,595 Mio.      |
| 32         | 6         | Flieg, Vögelchen, Flieg | Bye Bye Birdie     | 20. März 2024            | 22. Aug. 2024                                  | Nastaran Dibai        | Nastaran Dibai                                     | 0,452 Mio.      |
| 33         | 7         | Hier kommt mein Baby    | Here Comes My Baby | 27. März 2024            | 29. Aug. 2024                                  | Brennan Shroff        | Donald Todd                                        | 0,575 Mio.      |
| 34         | 8         | Die Heimkehr            | Homecoming         | 3. Apr. 2024             | 5. Sep. 2024                                   | Robert Duncan McNeill | Chris Sheridan, Robert Duncan McNeill              | 0,622 Mio.      |